# گوگل ادز
گوگل ادز (به انگلیسی: Google Ads) (نام قدیمی آن: گوگل ادوردز) سرویس تبلیغاتی شرکت گوگل است که امکان ایجاد کمپین‌های متنوعی را در اختیار کاربران قرار می‌دهد. گوگل ادز که قبلاً گوگل ادوردز نام داشت، یک سیستم تبلیغات کلیکی است که در آن هزینهٔ هر کلیک توسط تبلیغ‌کننده تعیین می‌شود.
با کمک گوگل ادز امکان نمایش تبلیغات در موتور جستجوی گوگل، یوتیوب، گوگل پلی ، دیسکاور گوگل ، جیمیل و همچنین سایت‌ها و اپلیکیشن‌های همکار گوگل که در گوگل ادسنس و گوگل ادموب فعال هستند، وجود دارد.
گوگل ادز سرویس تبلیغاتی اصلی گوگل و تبلیغات منبع درآمد اصلی این شرکت است. در سال ۲۰۱۱ ، ۹۶٪ درآمد گوگل از تبلیغات بوده‌است. سرویس تبلیغات در گوگل به مشتریان این امکان را می‌دهد که علاوه بر آن که سایت‌هایشان بر حسب رتبه‌ای که الگوریتم‌های گوگل به آن‌ها اختصاص داده‌است در نتایج جستجو نمایش داده می‌شود، بتوانند سایت‌هایشان را در همان صفحهٔ اول نتایج جستجوی گوگل برای کاربرانی که جستجوهایی مرتبط با کسب و کار و وب‌سایت آن‌ها می‌کنند به صورت تبلیغات کوتاه در فرمت‌های مختلف به نمایش بگذارند.
به این ترتیب، صاحبان وب‌سایت‌ها می‌توانند با هزینه‌هایی به نسبت کم وب‌سایت و کسب و کار خود را در معرض دید کاربران قرار دهند. ممکن است شما در نتایج جستجو جایگاه خوبی نداشته باشید اما اگر به وب‌سایت و قابلیت تجاری خود اطمینان دارید می‌توانید با قدری هزینه در اولین صفحهٔ نتایج جستجو حتی اولین وب‌سایتی باشید که کاربر با آن مواجه می‌شود. باقی کار با شما و کیفیت وب‌سایت و خدمات‌تان است که باید اعتماد مشتری را بتوانید جلب کنید.
در این روش، تبلیغات‌دهندگان در گوگل به ازای نمایش آگهی خود در گوگل مبلغی پرداخت نمی‌کنند، در واقع نمایش آگهی متنی در گوگل رایگان است اما به ازای کلیک بر روی آگهی، مبلغ از اعتبار اکانت گوگل ادز کسر می‌گردد. در تعاریف این نوع تبلیغات، تبلیغات کلیکی می‌گویند یعنی تبلیغات‌دهندگان به ازای کلیک هزینه پرداخت می‌کنند. همچنین اعدادی که گوگل جهت هر کلیک از حساب کم می‌کند یک عدد ثابت و مشخصی نیست و با موقعیت تبلیغ، نوع لغت و چندین پارامتر دیگر تغییر می‌کند و ممکن است در یک روز اعداد متفاوتی از یک حساب کم شود.

## گوگل ادز
در سال ۲۰۱۸ گوگل تمام موقعیت‌های تبلیغاتی خود را در زیردامنهٔ گوگل ادز جمع‌آوری کرده‌است و کاربران از سراسر دنیا می‌توانند وارد این سایت شده و از خدمات تبلیغاتی گوگل استفاده کنند. یکی از بخش‌های تبلیغاتی، گوگل ادز است که به معنی گذاشتن لینک‌های تبلیغاتی در موتور جستجوی گوگل است.
سرویس گوگل ادز ویژهٔ افرادی است که دارای وبسایت یا اپلیکیشن هستند؛ یعنی در واقع تنها کسانی می‌توانند در گوگل ادز تبلیغات کنند که وبسایت یا اپلیکیشن داشته باشند و بتوانند در نتایج بالاتری قرار گیرند.

## نحوهٔ عملکرد گوگل ادز
گوگل ادز در شبکه جستجو به معنی تبلیغات کلمه‌ای است که وقتی در گوگل عبارتی جستجو شود ۱۰ نتیجهٔ اول گوگل، وبسایت‌هایی هستند که براساس رعایت نکات فنی و اصطلاحاً به صورت ارگانیک، ربات گوگل آن‌ها را نمایش می‌دهد. به کمک گوگل ادز می‌توان سفارش نمایش لینک‌های تبلیغاتی را داد به صورتی که کاربر تعیین می‌کند که در زمانی که به‌طور مثال واژهٔ خرید کفش چرم جستجو شد، وبسایتی با این آدرس و با این عنوان در معرض دید کاربر قرار گیرد و بعد در این کار با سایر متقاضیان رقابت می‌کند که هر کاربری هزینهٔ بالاتری را پیشنهاد بدهد در لینک اول قرار خواهد گرفت و سایر متقاضیان بعد از آن نمایش داده می‌شوند. حتی با کمک گوگل ادز میتوان بالاتر از لینک های ارگانیک نیز قرار گرفت. گوگل ادز، بسته به واژه‌هایی که کاربران انتخاب می‌کنند و میزان جستجوی یک واژه، هزینه‌های را برای آن تخصیص می‌دهد. در حقیقت این روش، رقیبی برای سئو است.
این عدد بسته به شرایطی نظیر کیفیت متن تبلیغ و گیرایی موضوع آن و نسبت مشاهده به کلیک که به آن CTR گفته می‌شود تغییر می‌کند. تبلیغ ادز که یکی از بهترین انواع تبلیغات کلیکی است، برای کسب و کارهایی که وضعیت رقابتی دارند، بسیار مؤثر است. گیرایی تبلیغ و هدفمند بودن آن، عاملی است که بسته به شرایط، تعیین می‌شود.
از طرفی میزان کلیک کردن روی آن، علاوه بر مورد فوق، تحت تأثیر عوامل دیگری نیز هست. افزایش‌دهندگان آمار کلیک، افزونه‌ها یا extensionها هستند که ۲ نوع آن در ایران به راحتی قابل استفاده است. یکی از این دو افزونه callout است که به تبلیغ‌دهنده این قابلیت را می‌دهد که ۲۵ کاراکتر بیشتر بنویسد. طبیعتاً افزایش تعداد حروف، در دیده شدن بیشتر، مستقیماً تأثیرگذار است.
افزونهٔ دیگر نیز sitelink است که به تبلیغ‌دهنده این امکان را می‌دهد که علاوه بر صفحهٔ فرود اصلی، کاربران را به صفحات دیگری نیز بفرستند و البته حجم تبلیغ، بزرگ‌تر می‌شود و احتمال کلیک آن را افزایش می‌دهد.
در کل امتیازی که گوگل به تبلیغ می‌دهد در قالب quality score مشخص می‌شود که از ۱ تا ۱۰ رتبه‌بندی می‌شود. هرچقدر quality score بالاتر باشد، هزینه به ازای هر کلیک کاهش می‌یابد.
با روشی خاص کاربر می‌تواند شماره تلفن ایران را به تبلیغات گوگل خود اضافه کند. این روش به این صورت است که فایل اکسل خاص اضافه کردن تلفن دانلود شده و کاربر آن را با کد ایران و بدون صفر کامل آپلود می‌کند.

## تفاوت گوگل ادز و سئو
گوگل ادز با سئو در 9 زمینه تفاوت دارند. از جمله در سرعت(آمدن به لینک اول یا صفحه اول) و سرعت جذب مشتری ، هزینه ، ماندگاری ، تعیین جایگاه سایت و تعداد کلمات قابل استفاده تفاوت دارند. در همه موارد به جز ماندگاری ، گوگل ادز نسبت به سئو برتری و اولویت دارد.
با تبلیغات گوگل میتوان به سرعت در یک روز  به لینک 1 گوگل آمد و فرآیند جذب مشتری را آغاز کرد ولی در سئو این فرآیند ماه ها طول می کشد.
از نظر هزینه هم سئو معمولا بعد از 6 الی یک سال فرآیند بازگشت سرمایه و سود دهی آغاز می شود ولی در تبلیغات گوگل ما از روز اول تبلیغات میتونیم انتظار نتایج و بازگشت سرمایه را داشته باشیم.
در مورد ماندگاری ، سئو ماندگاری بالاتری نسبت به گوگل ادز دارد و اگر از سئوی کلاه سیاه استفاده نکنید ؛ تا هنگامی که روی سئو کار می کنید و رقبای شما تلاش کمتری نسبت به شما در حوزه سئو دارند ، سئو سایت شما باقی می ماند. اما در گوگل ادز تا هنگامی که پنل گوگل ادز شما شارژ داشته باشد و به گوگل هزینه پرداخت می کنید ، تبلیغات شما نمایش و کلیک می گیرند.
شما با گوگل ادز به راحتی میتونید جایگاه نتایج تبلیغات را مشخص کنید و از تعداد نامحدودی کلمه در تبلیغات استفاده کنید ، درحالیکه سئو در این مسائل با محدودیت های زیادی مواجه هست و شما هیچ تضمینی برای جایگاه سایت نمیتونید بدهید و از کلمات محدودتری میتونید استفاده کنید.

##### عوامل مؤثر بر افزایش quality score
طبق اسنادی که گوگل در فایل‌های راهنمای خود منتشر کرده‌است به سه گزینه اشاره کرده‌است که بر اساس این گزینه‌ها، به هر تبلیغات امتیاز می‌دهد. این سه گزینه عبارت‌اند از نحوهٔ تعریف تبلیغ، لندینگ پیج و رفتار کاربران

###### در تعریف تبلیغات، لازم است تمام عبارت‌های کلیدی در هدینگ‌ها و توضیحات تبلیغ آورده شده باشد. از جملات جذاب استفاده شود و تمام مزایای رقابتی در توضیحات تبلیغ نوشته شود.
برای این‌که هزینه‌های گوگل ادز کاهش پیدا کند بهترین حالت این است که دسته‌بندی محصولات یا برگهٔ خدمات مورد نظر به‌عنوان لندینگ پیج در تبلیغات گوگل ادز وارد شود و از وارد کردن صفحهٔ اصلی به جز موارد خاص خودداری شود. همچنین باید در لندینگ پیج مورد نظر موارد on page seo رعایت شود.
علاوه بر این‌ها هرچه رفتار کاربرانی که از طریق گوگل ادز وارد سایتی می‌شوند با استانداردهای گوگل هماهنگ باشد امکان این‌که امتیاز quality score ان سایت بالاتر شود بیشتر می‌شود.

### کاهش هزینهٔ گوگل ادز
برای کاهش هزینهٔ گوگل ادز کافی است برای هر واژه که قصد ادز دارید یک صفحهٔ مشخص در سایت خود تعریف کنید و آن صفحه را بهینه‌سازی کنید. سعی کنید url، عنوان، محتوا و متا تگ دقیقاً با واژهٔ مورد نظر همخوانی داشته باشد و متناسب با صفحهٔ هدف باشد. تبلیغات گوگلی باید بر اساس هدف انجام گردد و یک واژهٔ کلیدی به‌عنوان هدف برای وب‌سایت مورد نظر، تعیین شده و بر روی آن کار کرد. هرچه صفحهٔ ورودی شما با واژهٔ انتخاب‌شده بیشتر مرتبط باشد هزینه‌ها کمتر می‌شود. اما اگر واژه‌ای انتخاب شود که به وبسایت مورد نظر مرتبط نباشد هزینهٔ آن برای کاربر بسیار بالا خواهد رفت. البته تعداد رقبا و هزینه‌ای که هر رقیب بر روی واژه‌ها اعمال می‌کند و رقابت واژه‌ها در سرچ گوگل می‌تواند در هزینهٔ تبلیغات گوگل اثرگذار باشد.

## ابزارهای گوگل ادز
کیوورد پلنر گوگل (Keyword Planner):

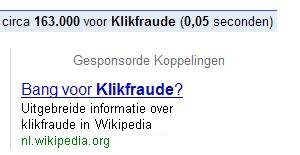
گوگل ادز

کیوورد پلنر، ابزاری رایگان از گوگل ادز است که داده‌های مربوط به جستجوهایی که در گوگل اتفاق می‌افتد را جمع‌آوری می‌کند و از آن داده‌ها برای کمپین‌های تبلیغاتی استفاده می‌کند. داده‌های کیوورد پلنز برای ایجاد واژه‌های کلیدی جدید برای کمپین و همچنین گسترش آن‌ها کمک می‌کند. این اطلاعات شامل واژه‌های کلیدی و ایده‌های گروه تبلیغاتی، روند حجم جستجو (میانگین جستجوهای ماهانه)، آمارهای تاریخی، روند واژه‌های کلیدی، مسابقات و مناقصه است.
ادز اکسپرس (AdWords Express)
ادز اکسپرس یک ویژگی با هدف کسب و کارهای کوچک است که تلاش می‌کند با مدیریت خودکار واژه‌های کلیدی و قرار دادن آگهی، مشکلات موجود در مدیریت تبلیغات را کاهش دهد. AdWords Express قبلاً با عنوان Google Boost شناخته شده بود. ادز اکسپرس همچنین از مشاغل کوچک که وبسایت ندارند با پشتیبانی از آن‌ها برای هدایت مشتریان به صفحهٔ Google Place خود پشتیبانی می‌کند.
ویرایشگر گوگل ادز (Google Ads Editor)
ویرایشگر گوگل ادز نرم‌افزاری است که به کاربران امکان می‌دهد اکانت گوگل ادز خود را به‌صورت آفلاین مدیریت کنند. با این نرم‌افزار می‌توان تغییرات عمده‌ای در تبلیغات ایجاد کرد و تبلیغات را به صورت آفلاین ویرایش کرد. ویرایشگر گوگل ادز یک برنامهٔ قابل دانلود است که همراه با گوگل ادز و بدون هزینهٔ اضافی در اختیار کاربر قرار می‌گیرد. این برنامه همچنین به کاربران این امکان را می‌دهد که عملکرد تبلیغات خود را به‌صورت آفلاین مانند داشبورد مشاهده کنند.
مدیریت‌کنندهٔ اکانت‌های گوگل ادز (Google Ads Manager)
مدیریت‌کنندهٔ اکانت‌های گوگل ادز که قبلاً با عنوان My Client Center) MCC) شناخته می‌شد امروزه با مخفف GAM نیز شناخته می‌شود به کاربران امکان می‌دهد چندین حساب گوگل ادز خود را از طریق یک اکانت و داشبورد مدیریت کنند.
برنامه‌ریزی هدف (Reach Planner)
برنامه‌ریزی هدف ابزاری است که به کاربران امکان می‌دهد میزان تبلیغات ویدیوی خود را در یوتیوب و سایت‌های ویدیویی دیگر گوگل پیش‌بینی می‌کند.
این ابزار به کاربران امکان می‌دهد مخاطبان خود را انتخاب کنند. سپس این ابزار ترکیبی از تبلیغات ویدیویی را پیشنهاد می‌کند که برای دستیابی به اهداف کاربران کمک می‌کند. این ابزار همچنین به کاربران این امکان را می‌دهد تا نتایج دستیابی به افزودنی‌های خود را بر روی منحنی دستیابی مشاهده کنند.
حذف‌کنندهٔ آدرس آی‌پی
علاوه بر کنترل جایگاه‌های تبلیغاتی از طریق هدف قرار دادن مخاطبان بر اساس موقعیت مکانی و استفاده از زبان، مکان‌های تبلیغی را می‌توان با حذف پرونده آدرس اینترنت پروتکل (IP) فیلتر کرد. این ویژگی به تبلیغ‌کنندگان این امکان را می‌دهد که محدودهٔ آدرس‌های آی‌پی مشخصی را حذف کنند تا تبلیغات آن‌ها در آنجا ظاهر نشود. تبلیغ‌کنندگان می‌توانند حداکثر ۵۰۰ دامنهٔ آدرس آی‌پی را در هر کمپین حذف کنند.
گواهینامهٔ پارتنر گوگل (Google Partner)
پارتنر گوگل یک برنامهٔ صدور گواهینامه برای گوگل ادز و گوگل آنالیتیکس است. برای داشتن گواهینامهٔ معتبر گوگل ادز، مشتریان باید از امتحان Google Fundamentals Google Ads و یکی دیگر از امتحانات پیشرفتهٔ ادز مانند جستجوی تبلیغات، تبلیغات نمایش، تبلیغات ویدیویی، تبلیغات خرید، گوگل آنالیتیکس و تبلیغات موبایل عبور کنند و داشتن این مدرک نشان‌دهندهٔ این است که یک فرد یا شرکت یا در زمینهٔ تبلیغات، دارای تخصص زیادی است. برای این‌که فردی بخواهد این گواهینامه را داشته باشد، باید این امتحانات برنامه را بگذراند و مدارک تحصیلی دریافت شدهٔ ادز بر اساس امتحانات قبلی که فرد می‌گذرد متفاوت است.

### تغییر گوگل ادوردز به گوگل ادز
در تاریخ ۲۴ ژوئیهٔ سال ۲۰۱۸ گوگل نام تجاری سیستم تبلیغات گوگل را از گوگل ادوردز به گوگل ادز تغییر داد. در پی این تغییر شاهد اتفاقات تازه‌ای در سیستم تبلیغاتی گوگل بودیم. یکی از آن‌ها به وجود آمدن امکان استفاده از دامنه‌های ایرانی با پسوند .IR بوده‌است، همچنین به‌طور کلی پنل کاربری سیستم تبلیغات گوگل نیز ارتقا یافته و بسیار بهتر شد. با این وجود به دلیل افزایش قیمت دلار در ایران امکان استفادهٔ عمومی از سیستم تبلیغات گوگل وجود ندارد.

#### تغییر پوستهٔ رابط کاربری گوگل ادوردز
رابط کاربری گوگل ادز ۲۰۲۰ قابلیت دیگری نیز دارد که با استفاده از آن می‌توان به سادگی به تجزیه و تحلیل PPCهای خود پرداخت. این قابلیت جدید امکان ارائهٔ گزارش توسط گوگل ادز ۲۰۲۰ است. با استفاده از این قابلیت، گوگل ادز ۲۰۲۰ در انواع مختلف کامپیوترهای شخصی، لپ‌تاپ‌ها، تبلت‌ها و تلفن‌های هوشمند نموداری برای کاربران ارائه می‌دهد. در این نمودار تعداد کلیک‌ها، نرخ تبدیل‌ها و همچنین قیمت‌ها نیز مشخص شده‌است. این مورد سبب می‌شود که کاربر به آسانی بتواند امور مرتبط با مدیریت کمپین خود را انجام دهد. علاوه بر این، کاربر با استفاده از این گزارش‌ها می‌تواند تصمیمات کاربردی‌تری برای بهینه‌سازی عملکرد خود ارائه دهد. در گوگل ادز ۲۰۲۰ در روزهای هفته و همچنین در ساعات مختلف برای نمایش عملکرد کاربر، نموداری میله‌ای و همچنین نقشه‌های حرارتی را به‌کار می‌رود. استفاده از این مورد نیز سبب تسهیل تنظیمات مرتبط با زمان‌بندی ارائهٔ تبلیغات و Bid Adjustment در کمپین‌های تبلیغاتی مختلف می‌شود. در بخش cloud گوگل ادز ۲۰۲۰ برای مدیران، کمپین تبلیغاتی گوگل عبارت‌های اصلی جستجو شده و واژه‌های کلیدی دارای بالاترین کلیک را به نمایش درمی‌آورد. این مورد به مدیران کمپین‌ها در انتخاب کلمات کلیدی منفی مناسب یا حتی تغییر کلمات کلیدی اصلی و انتخاب کلمات کلیدی جایگزین و مناسب کمک می‌کند.

## تکنولوژی
سیستم ادز در ابتدا در بالای موتور پایگاه داده مای‌اس‌کیوال پیاده‌سازی شد. پس از راه‌اندازی این سیستم، مدیریت تصمیم گرفت به جای آن از Oracle استفاده کند. این سیستم بسیار کندتر شد و در نهایت، به مای‌اس‌کیوال برگردانده شد. سرانجام، گوگل یک سیستم مدیریت داده پایگاه داده توزیع‌شدهٔ عادی (RDBMS) معروف به Google F1 را به‌طور خاص برای نیازهای تبلیغاتی ایجاد کرد که نیاز به یکنواختی قوی، مقیاس‌پذیری بالا در مراکز داده و پرس‌وجوهای اس‌کیوال قدرتمند دارد.
این رابط همچنین برای ارائهٔ گردش کار بهتر با ویژگی‌های جدید مانند ویرایش صفحه گسترده، گزارش‌های جستجو و معیارهای تبدیل بهتر بازسازی شده‌است.

## کشورهای تحریم‌شدهٔ گوگل ادز
شرکت گوگل به تازگی سرویس تبلیغات گوگل را برای کشور روسیه به حالت تعلیق درآورد. هم‌اکنون این سرویس برای کشور ایران نیز تحریم است.